# سباستین خورادو
سباستین خورادو (اسپانیایی: Sebastián Jurado‎؛ زادهٔ ۲۸ سپتامبر ۱۹۹۷) بازیکن فوتبال اهل مکزیک است.
از باشگاه‌هایی که در آن بازی کرده‌است می‌توان به باشگاه فوتبال کروز آزول اشاره کرد.
وی همچنین در تیم ملی فوتبال زیر ۲۳ سال مکزیک بازی کرده‌است.